# آیگیستوس
آیگیستوس Aegisthus، در اسطوره‌های یونان، پسر توئستس از دختر خودش پلوپیا است.
توئستس برادری به نام آترئوس داشت که سه فرزند پسر وی را کشته بود و در یک مهمانی گوشت آن‌ها را به پدرشان، توئستس، خورانده بود. هاتف معبد دلفی، پیشگوی یونان، به او گفته بود که تنها راه انتقام این است که توئستس از دختر خود، پلوپیا، صاحب پسری شود. پس توئستس به دخترش در حالی که در معبد الهه آتنا بود، تجاوز کرد یا طبق روایتی بدون آن‌که بداند او کیست، با وی همبستر شد. پلوپیا، شمشیر توئستس را در زیر مجسمه آتنا پنهان کرد. مدتی بعد برادر توئستس، آترئوس، که به دنبال او می‌گشت، در معبد آتنا به این دختر برخورد کردن و با کسب اجازه از کارگزار معبد با او ازدواج کرد بدون آن‌که از هویتش و باردار بودنش آگاه باشد. پس از چندی پلوپیا، پسری به دنیا آورد که آیگیستوس نام گرفت. او این نوزاد را در طبیعت رها کرد اما آترئوس او را یافت و به علت شباهتش به پلوپیا، وی را فرزند خود انگاشت. سال‌ها بعد که توئستس دستگیر شده بود، آترئوس به آیگیستوس سپرد که وی را به قتل برساند اما در زندان توئستس، شمشیر آیگیستوس را شناخت. این همان شمشیری بود که پلوپیا در جریان تجاوز از دست وی قاپید و در زیر مجسمه آتنا پنهان کرده بود. سپس توئستس از آیگیستوس خواست که پلوپیا را به نزد او آورد و چون پلوپیا دریافت که راز آشکار شده، با شمشیر خود را بکشت. پس از این آیگیستوس شمشیری خونین را به نزد آترئوس برد و به این ترتیب او را فریب داد که توئستس را کشته است در حالی که خون شمشیر متعلق به پلوپیا بود. آترئوس که گمان کرده بود از شر توئستس خلاص شده است، مراسم شکرگزاری از خدایان را به جا آورد و در همانجا آیگیستوس وی را به قتل رساند. پس از این او و پدرش، توئستس، سال‌ها حکمرانی کردند تا این‌که آگاممنون و منلائوس، پسران آترئوس، آنان را بیرون کردند. اما هنگامی که آگاممنون و منلائوس برای جنگ تروا، یونان را ترک کرده بودند، آیگیستوس توانست دل کلوتامنسترا،‌ همسر آگاممنون، را به دست آورد. کلوتامنسترا بدان سبب که از ماجرای قربانی کردن دخترش، ایفیگنیا، توسط آگاممنون ناراحت بود یا به این علت که شنیده بود آگاممنون به همراه کنیز به غنیمت گرفته‌ تروایی‌اش،‌ کاساندرا، عازم یونان است، با آیگیستوس همکاری کرد تا او شوهرش، آگاممنون، را به قتل برساند. اما بازی روزگار این‌گونه بود که آیگیستوس به دست اورستس فرزند آگاممنون کشته شود.